# Sången om Stockholm
Sången om Stockholm är en svensk musikalisk dramafilm från 1947 i regi av Elof Ahrle. I huvudrollerna ses Elof Ahrle, Alice Babs och Bengt Logardt.

## Om filmen
Sången om Stockholm premiärvisades den 22 februari 1947 på biograf Astoria vid Nybrogatan i Stockholm. Filmen spelades in vid Sandrewateljéerna i Novilla på Djurgården och i Centrumateljéerna på Gärdet med exteriörer från bland annat Långholmen, Riddarfjärden, Vinterpalatset och Konserthuset i Stockholm av Göran Strindberg. 
Nils Ferlin gjorde i filmen sin enda filmroll som bevarats. För filmen specialskrev han dikten Men kunde vi bara få vind igen, tonsatt av Lille Bror Söderlundh.
Sången om Stockholm har visats i SVT, bland annat 1987, 1994, 2000, 2017, 2021 och i augusti 2025.

## Rollista i urval
- Elof Ahrle – Viktor Andersson, kallad Knatten
- Alice Babs – Britt Forsberg
- Bengt Logardt – Jan Löfgren
- Åke Grönberg – Åke, basist
- Marianne Gyllenhammar – Anne-Marie Beronius
- Anders Börje – Anders Börje, gitarrist och sångare
- Hilda Borgström – fru Löfgren, Jans mor
- Douglas Håge – Britts far, taxichaufför
- Carin Swensson – Gullan, Viktors fru
- Nils Ferlin – Nils Ferlin
- Sune Waldimir – Sune Waldimir, orkesterledare
- Eric Gustafsson – direktör Rosenstam
- Gustaf Lövås – rakbladsförsäljare
- Folke Hamrin – Hans
- Britta Vieweg – fru Rosenstam
- John Hilke – kriminalkommissarie

## Musik i filmen
- En bro, en bro (Under Stockholms broar), kompositör Albert Harris, text Harry Iseborg, sång Elof Ahrle, Anders Börje och Åke Grönberg, stycket framförs även instrumentalt som introduktionsmusik.
- Kungliga Södermanlands regementes marsch, kompositör Carl Axel Lundvall, instrumental.
- Sjungom studentens lyckliga dag (Studentsång), kompositör Prins Gustaf, text Herman Sätherberg , sång Åke Grönberg, Alice Babs, Bengt Logardt samt av en kör
- Improvisation (Waldimir), kompositör Sune Waldimir, instrumental.
- Den första gång jag såg dig, kompositör och text Birger Sjöberg, sång Elof Ahrle
- Rumba i Balders hage, kompositör och text Ulf Peder Olrog, sång Anders Börje, Alice Babs och Bengt Logardt samt av en kör, framförs på gitarr av Nils "Banjo-Lasse" Larson och Anders Börje
- Impromptu, piano, nr 4, op. 66, ciss-moll (Fantaisie-Impromptu), kompositör Frédéric Chopin, framförs på piano av okänd pianist
- Barfotabarn, kompositör Lars Göransson, text Nils Ferlin, läses av Nils Ferlin
- Kuckeliku (Kuckeliku, min fru och högsta höns), kompositör och text Nils Ferlin, sång Anders Börje och Nils Ferlin, framförs på gitarr av Anders Börje
- Men kunde vi bara få vind igen, kompositör Lille Bror Söderlundh, text Nils Ferlin, läses av Nils Ferlin och Hilda Borgström, framförs med sång av Anders Börje
- Foxtrotrepetition på Vinterpalatset, kompositör Pierre Colliander, framförs på klarinett av Pierre Colliander
- Foxtrotrepetition, kompositör Sune Waldimir, instrumental.
- En cent för en kyss, kompositör Albert Harris, text Gus Morris, sång Alice Babs
- Swingminded, kompositör Carl-Henrik Norin och Roland Eiworth, text Roland Eiworth, sång Alice Babs
- När du hör min melodi, kompositör Albert Harris, text Domino, sång Alice Babs
- Nasarevalsen, kompositör Josef Briné, text Nils Ferlin, läses av Elof Ahrle (läses)
- Rumba, kompositör Albert Harris, instrumental.
- Scherzo, piano, nr 2, op. 31, b-moll, kompositör Frédéric Chopin, framförs på piano av okänd pianist
- En hotdog med ståfela, kompositör Kai Gullmar, text Gus Morris, sång Åke Grönberg
- Foxtrot (Larson), kompositör Nils "Banjo-Lasse" Larson, framförs på gitarr av Nils "Banjo-Lasse" Larson
- Sången om Stockholm (Men kunde vi bara få vind igen), kompositör och text 1947 Lille Bror Söderlundh, ny text 1947 Bengt Logardt, sång Alice Babs

## DVD
Filmen gavs ut på DVD 2014.